# Annie Alexander
Annie Alexander, destacada deportista de Trinidad y Tobago de la especialidad de atletismo quien fue campeona de Centroamérica y del Caribe en Mayagüez 2010.

## Trayectoria
La trayectoria deportiva de Annie Alexander se identifica por su participación en los siguientes eventos nacionales e internacionales:

### Juegos Centroamericanos y del Caribe
Fue reconocido su triunfo de ser la quinta deportista con el mayor número de medallas de la selección de  Trinidad y Tobago 
en los juegos de Mayagüez 2010.

#### Juegos Centroamericanos y del Caribe de Mayagüez 2010
Su desempeño en la vigésima primera edición de los juegos, se identificó por ser la tricentésima quincuagésima deportista con el mayor número de medallas entre todos los participantes del evento, con un total de 2 medallas:

- , Medalla de plata: Disco
- , Medalla de bronce: Bala